# Umweltministerium (Frankreich)

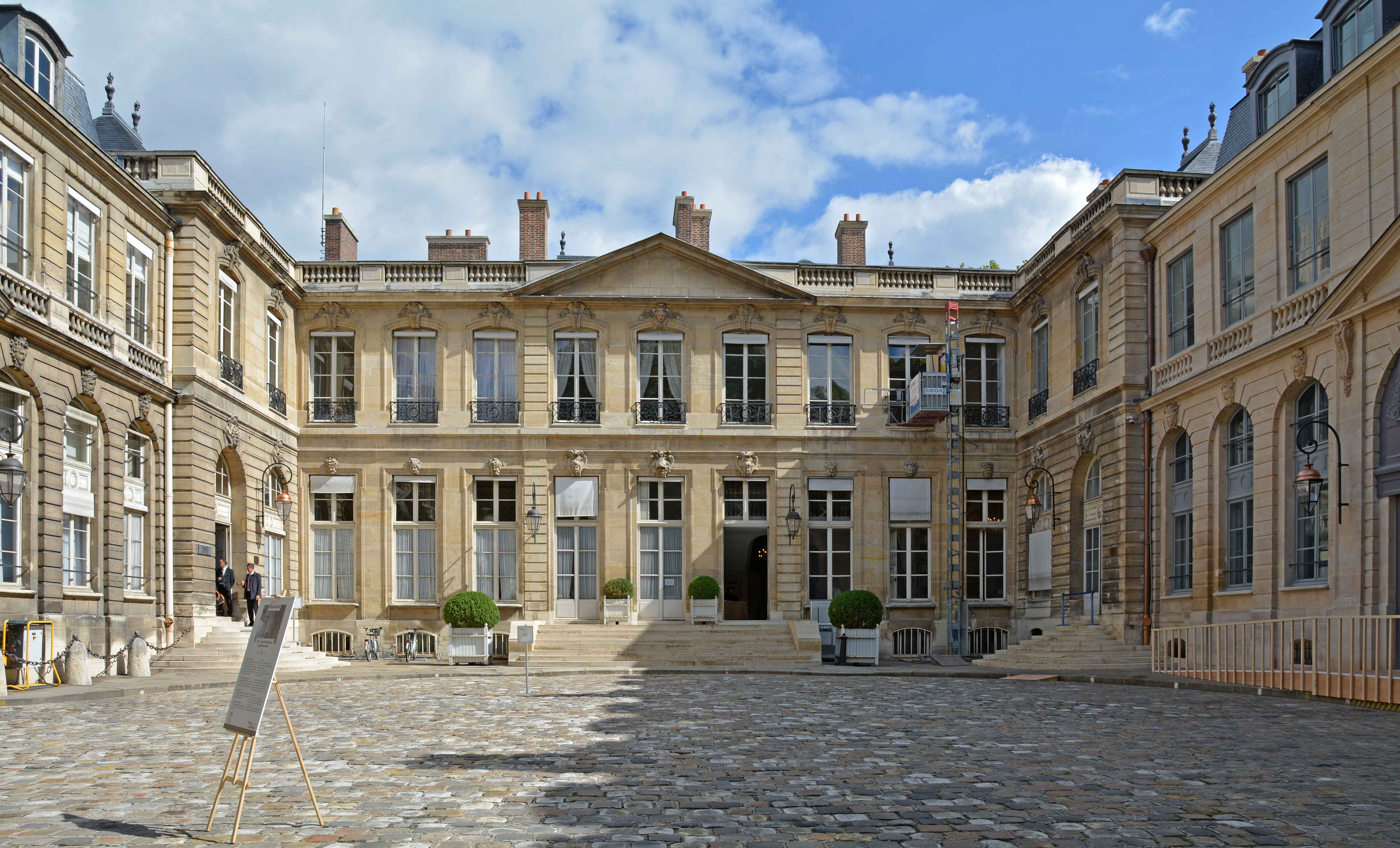
Hôtel de Roquelaure, Umweltministerium, Sitz des Kabinetts

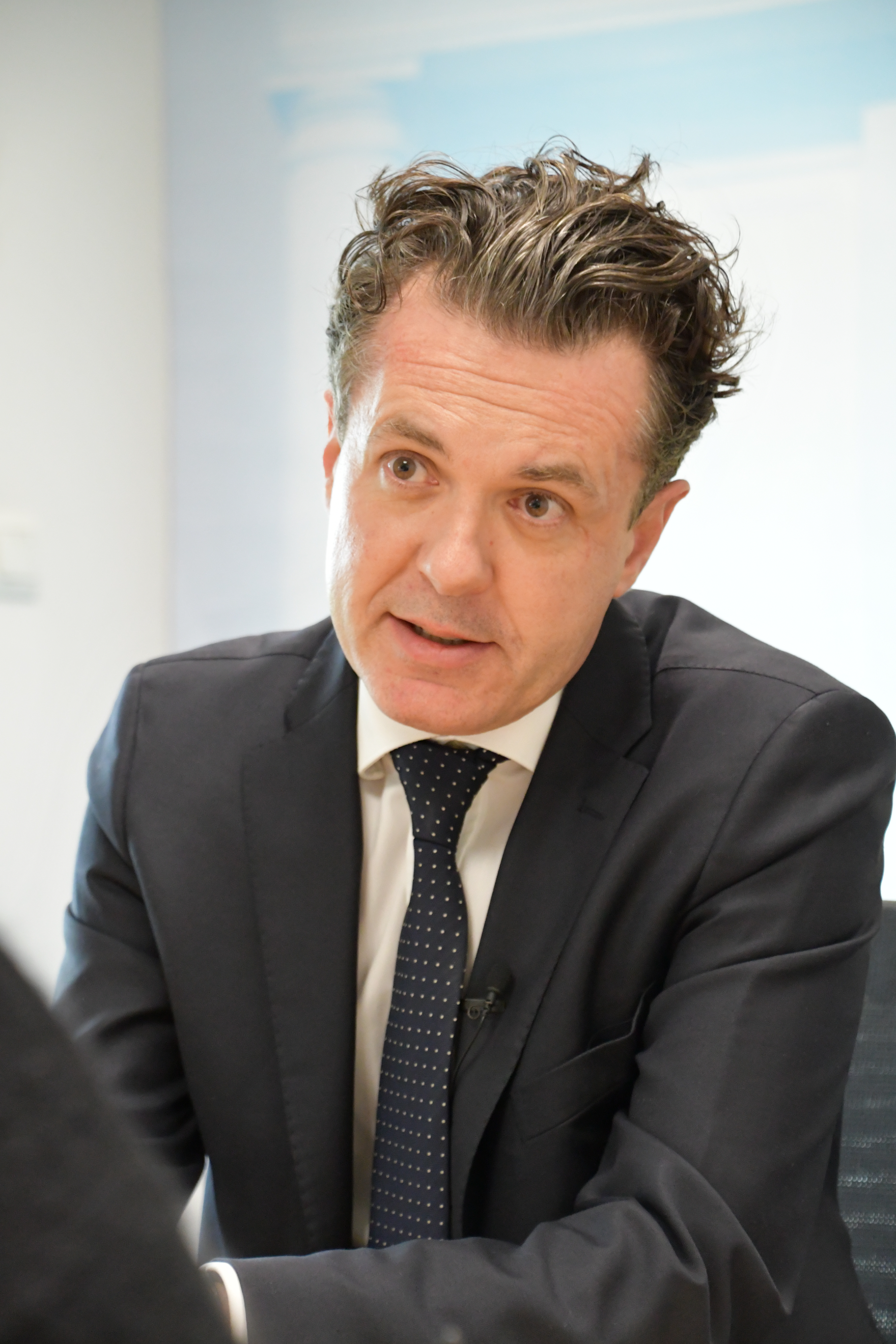
Christophe Béchu, Minister für den ökologischen Übergang und territorialen Zusammenhalt

Das Ministerium für den ökologischen Übergang und territorialen Zusammenhalt (französisch Ministère de la Transition écologique et de la Cohésion des territoires) ist das Umweltministerium der französischen Regierung. Der Minister und sein Kabinett haben ihren Sitz im Hôtel de Roquelaure, Boulevard Saint-Germain in Paris. Die zentrale Administration befindet sich in dem Hochhausviertel La Défense, in einem Teil des Grande Arche sowie im Tour Séquoia.
Das erste Ministerium im Bereich des Umweltschutz wurde in Frankreich im Januar 1971 gegründet, als Robert Poujade im Kabinett Chaban-Delmas zum beigeordneten Minister für den Schutz der Natur und der Umwelt berufen wurde.
Unter dem Präsidenten Nicolas Sarkozy wurde der Zuständigkeitsbereich des Ministeriums 2007 stark erweitert. Die Minister für Umwelt und Nachhaltigkeit Alain Juppé und Jean-Louis Borloo (2007–2010) hatten den Rang eines Ministre d’État, d. h. eines der höchstrangigen Minister. Das Ministerium ist seither auch für Verkehrspolitik zuständig, der Bereich wird von einem beigeordneten Minister geleitet. Von 2007 bis 2009 war das Umweltministerium auch für Raumplanung zuständig, das ist seit 2022 wieder der Fall. Von 2009 bis 2012 gehörte und erneut seit 2020 gehört zudem der Bereich Wohnungsbau zu diesem Ministerium. Von 2009 bis 2010 und 2017 bis 2020 war es zusätzlich für das Meer zuständig.
Seit Juli 2022 ist Christophe Béchu Minister für den ökologischen Übergang und territorialen Zusammenhalt (Ministre de la Transition écologique et de la Cohésion des territoires).

## Bezeichnung
Die Bezeichnung und die genauen Zuständigkeiten des Ministeriums, das im Bereich des Umweltschutz arbeitet, änderte sich seit 2002 häufig.
| Jahr | Bezeichnung (deutsch)                                                        | Bezeichnung (französisch)                                                                         | Abkürzung |
| ---- | ---------------------------------------------------------------------------- | ------------------------------------------------------------------------------------------------- | --------- |
| 1971 | Umweltministerium                                                            | Ministère de l’Environnement                                                                      |           |
| 2002 | Ministerium für Ökologie und nachhaltige Entwicklung                         | Ministère de l’Écologie et du Développement durable                                               | MEDD      |
| 2007 | Ministerium für Ökologie, nachhaltige Entwicklung und Raumordnung            | Ministère de l’Ecologie, du Développement durable et de l’Aménagement du Territoire               | MEDAD     |
| 2008 | Ministerium für Ökologie, Energie, nachhaltige Entwicklung und Raumplanung   | Ministère de l’Ecologie, de l’Energie, du Développement durable et de l’Aménagement du Territoire | MEEDDAT   |
| 2009 | Ministerium für Ökologie, Energie, nachhaltige Entwicklung und des Meers     | Ministère de l’Ecologie, de l’Energie, du Développement durable et de la Mer                      | MEEDDM    |
| 2010 | Ministerium für Ökologie, nachhaltige Entwicklung, Verkehr und Wohnungswesen | Ministère de l’Écologie, du Développement durable, des Transports et du Logement                  | MEDDTL    |
| 2012 | Ministerium für Ökologie, nachhaltige Entwicklung und Energie                | Ministère de l’Écologie, du Développement durable et de l’Énergie                                 | MEDDE     |
| 2016 | Ministerium für Umwelt, Energie und Meer                                     | Ministère de l’Environnement, de l’Énergie et de la Mer                                           | MEEM      |
| 2017 | Ministerium für den ökologischen und solidarischen Übergang                  | Ministère de la Transition écologique et solidaire                                                | MTES      |
| 2020 | Ministerium für den ökologischen Übergang                                    | Ministère de la Transition écologique                                                             | MTE       |
| 2022 | Ministerium für den ökologischen Übergang und den territorialen Zusammenhalt | Ministère de la Transition écologique et de la Cohésion des territoires                           | MTE       |